# Miroscyllium sheikoi
Miroscyllium sheikoi  (лат.) — единственный вид рода Miroscyllium семейства этмоптеровые отряда катранообразных. Распространён в северо-западной части Тихого океана на верхнем склоне хребта Кюсю-Палау на глубинах до 370 м. Максимальный зарегистрированный размер 43 см. Известен по нескольким особям, собранным в ходе исследовательских экспедиций. Данных для оценки Международным союзом охраны природы статуса сохранности вида недостаточно. Название рода происходит от слов лат. mirus — «чудесный» и Σκύλλα — сцилла.